# Maartensdijk
Maartensdijk is een dorp en voormalige gemeente in de huidige gemeente De Bilt, in de Nederlandse provincie Utrecht. Het dorp heeft 5.939 inwoners (2025). De gemeente omvatte bij de opheffing in 2001 de dorpen Maartensdijk, Groenekan, Hollandsche Rading en Westbroek.

## Geschiedenis
Maartensdijk is ontstaan in een groot veengebied tussen het Gooi en de Utrechtse Vecht, dat het "Oostveen" genoemd werd. Het veengebied werd ontgonnen in beheer van de Domproosdij, waarvan de patroon Sint-Maarten was. De basis van de ontginning lag aan de Hoofddijk. Het gebied op het oude land langs de Hoofddijk was ook in bezit van de Domproosdij en stond bekend als de Domproosteneng. In de vijftiende eeuw dook de naam Maartensdijk voor het eerst op, als een waterwerk in dat Oostveen. De nederzetting die er in de volgende eeuwen omheengroeide kreeg ten langen leste dezelfde naam. De gemeente omvatte aanvankelijk vrijwel het gehele Oostveen.
Oorspronkelijk was Maartensdijk een lintdorp langs de Dorpsweg (die na de ontginning van het gebied nog "de Sint Maartensdijk" genoemd werd). Deze dijk was een van de ontginningsassen in het ontgonnen veengebied. Later is het dorp sterk in zuidelijke richting uitgebreid, waardoor het zijn lintvorm verloren heeft.

## Monumenten
Lijst van rijksmonumenten in Maartensdijk

## Bekende inwoners
- Maarten van Leeuwen (1948), politicus (SGP, oud-wethouder)
- Bas van der Vlies (1942-2021), oud-politicus (SGP, voormalig Tweede Kamerlid)
- Schelto van Heemstra (1807-1864), politicus

## Geboren in Maartensdijk
- Lodewijk Copijn (1878-1945), tuin- en landschapsarchitect
- Stef Dijkman (1935), politicus
- Wil Hulshof-van Montfoort (1935-2025), atlete
- Madelon Hooykaas (1942), beeldend kunstenaar
- Jos Collignon (1950), politiek cartoonist
- Broos Schnetz (1951), zakenman en politicus
- Frank Visser (1951), rechter en televisiepresentator
- Jan Willem Boogman (1952), atleet
- Jan Peter Schmittmann (1956-2014), bankier en organisatieadviseur

## Overleden
- Schelto van Heemstra (1807-1864), Nederlands politicus
- René De Clercq (1877-1932), schrijver, dichter en politiek activist

## Afbeeldingen

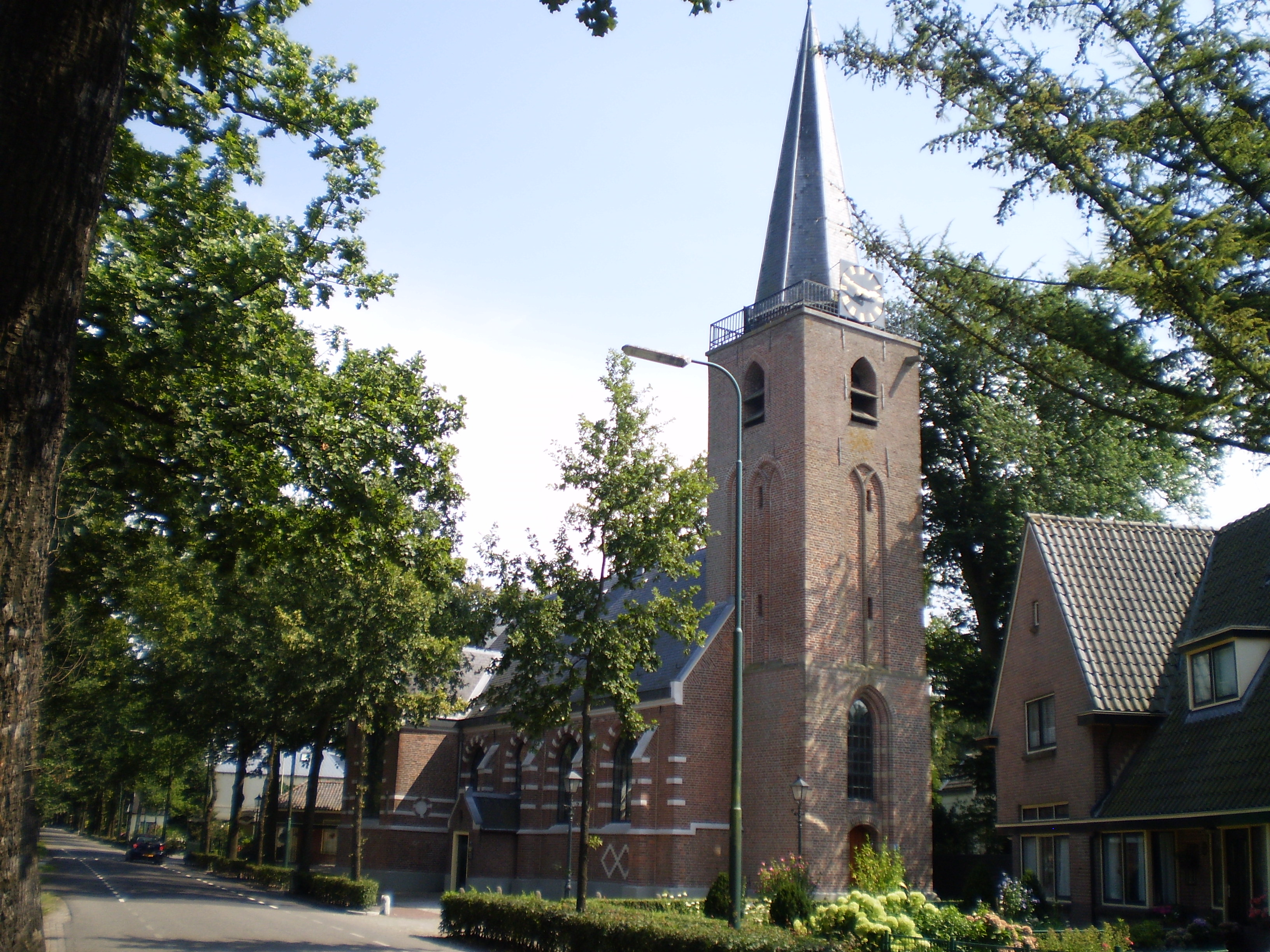
Nederlands-Hervormde dorpskerk
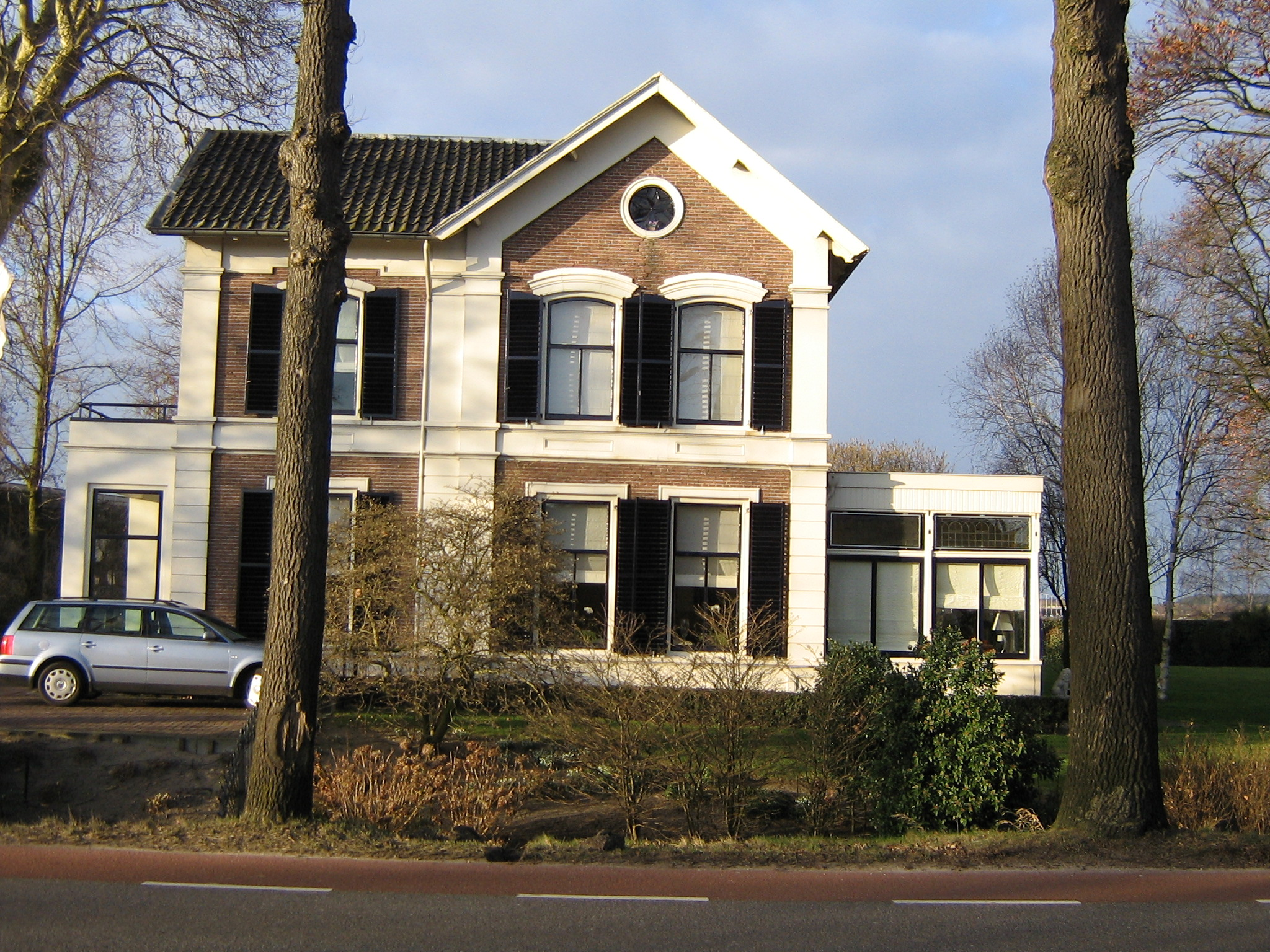
Herenhuis aan de Dorpsweg
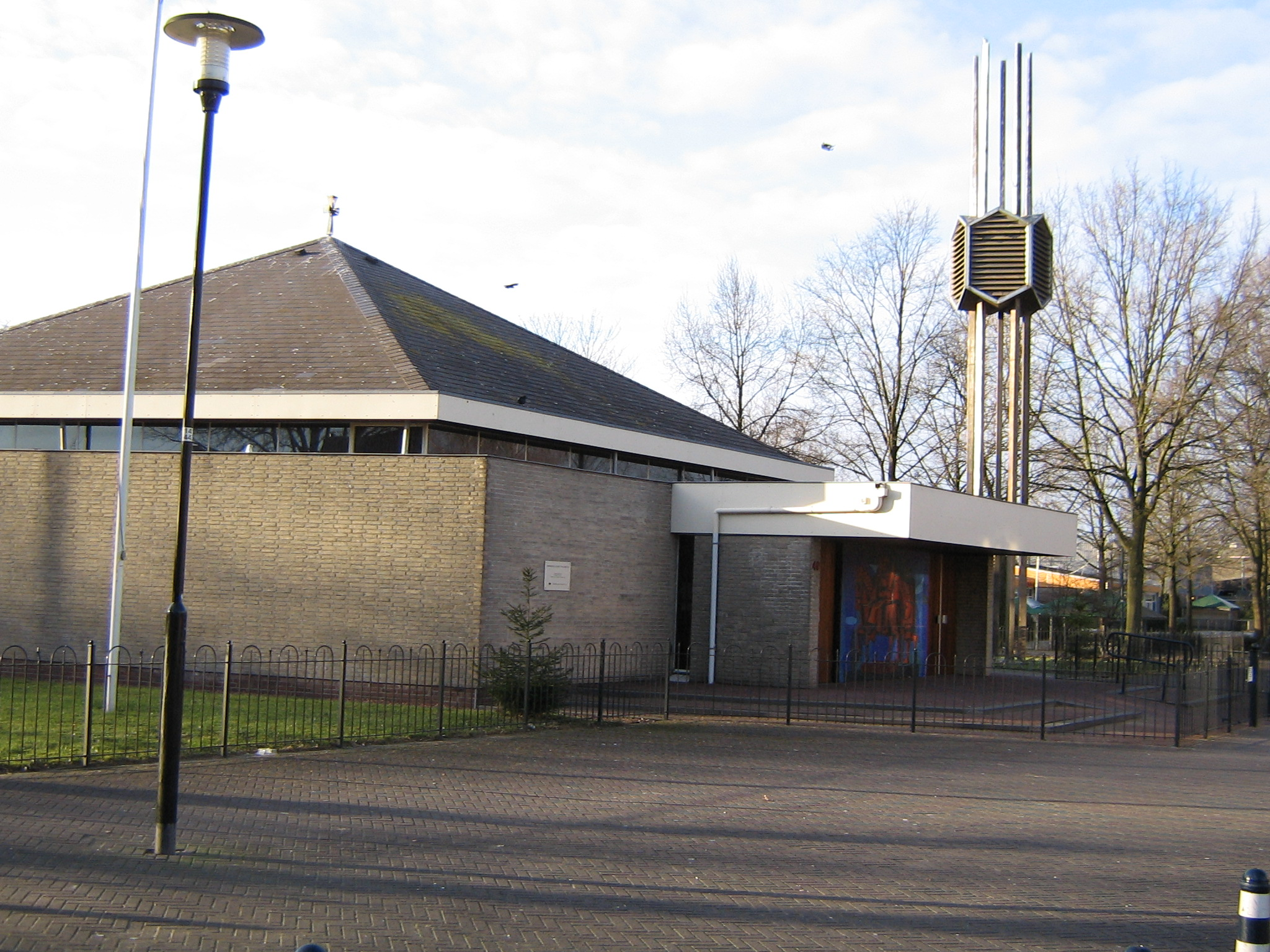
Moderne katholieke Sint-Maartenskerk
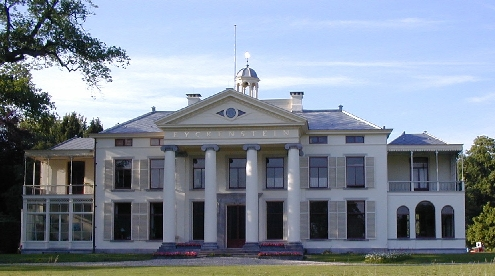
Eyckenstein
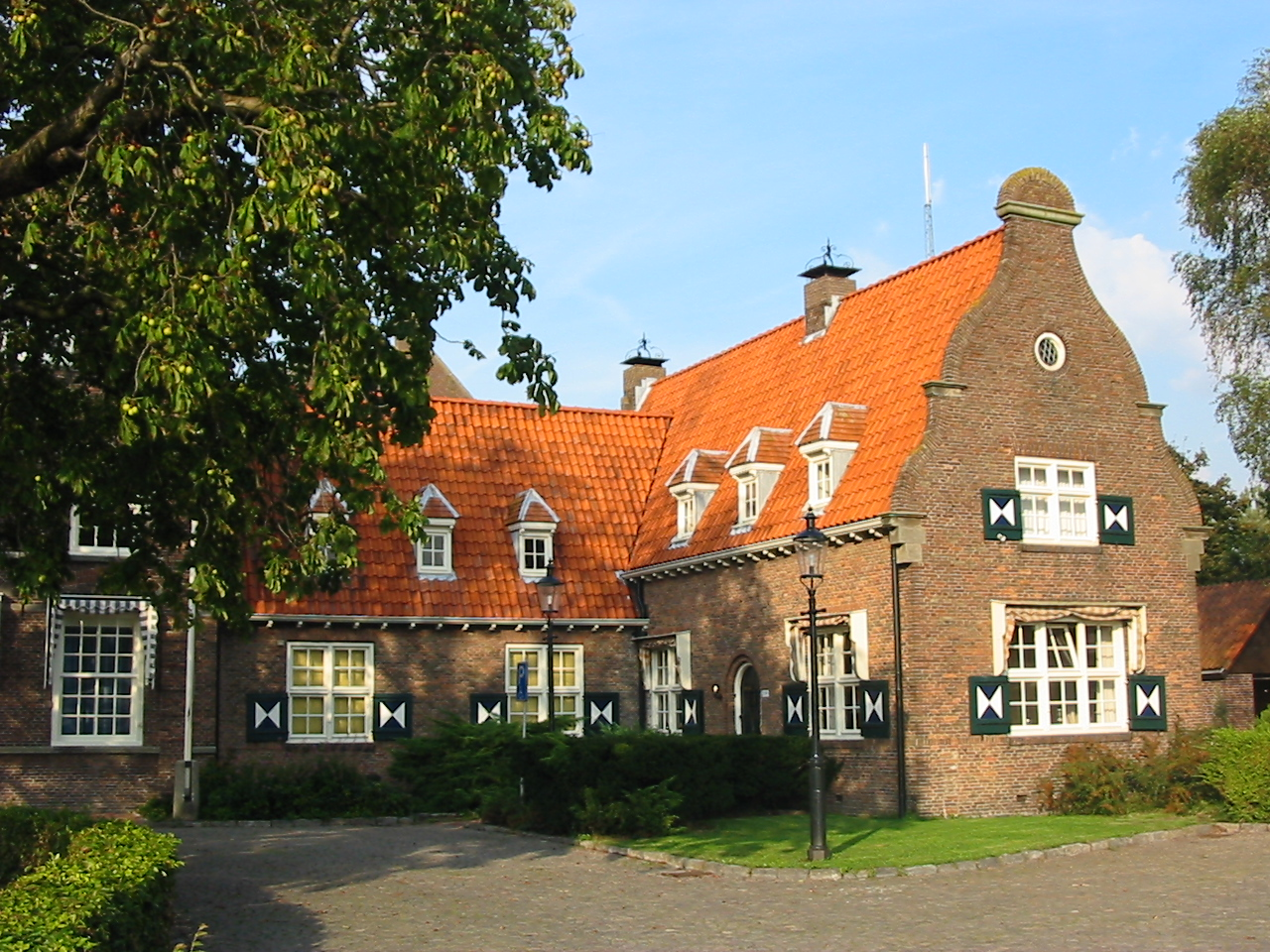
Voormalig gemeentehuis
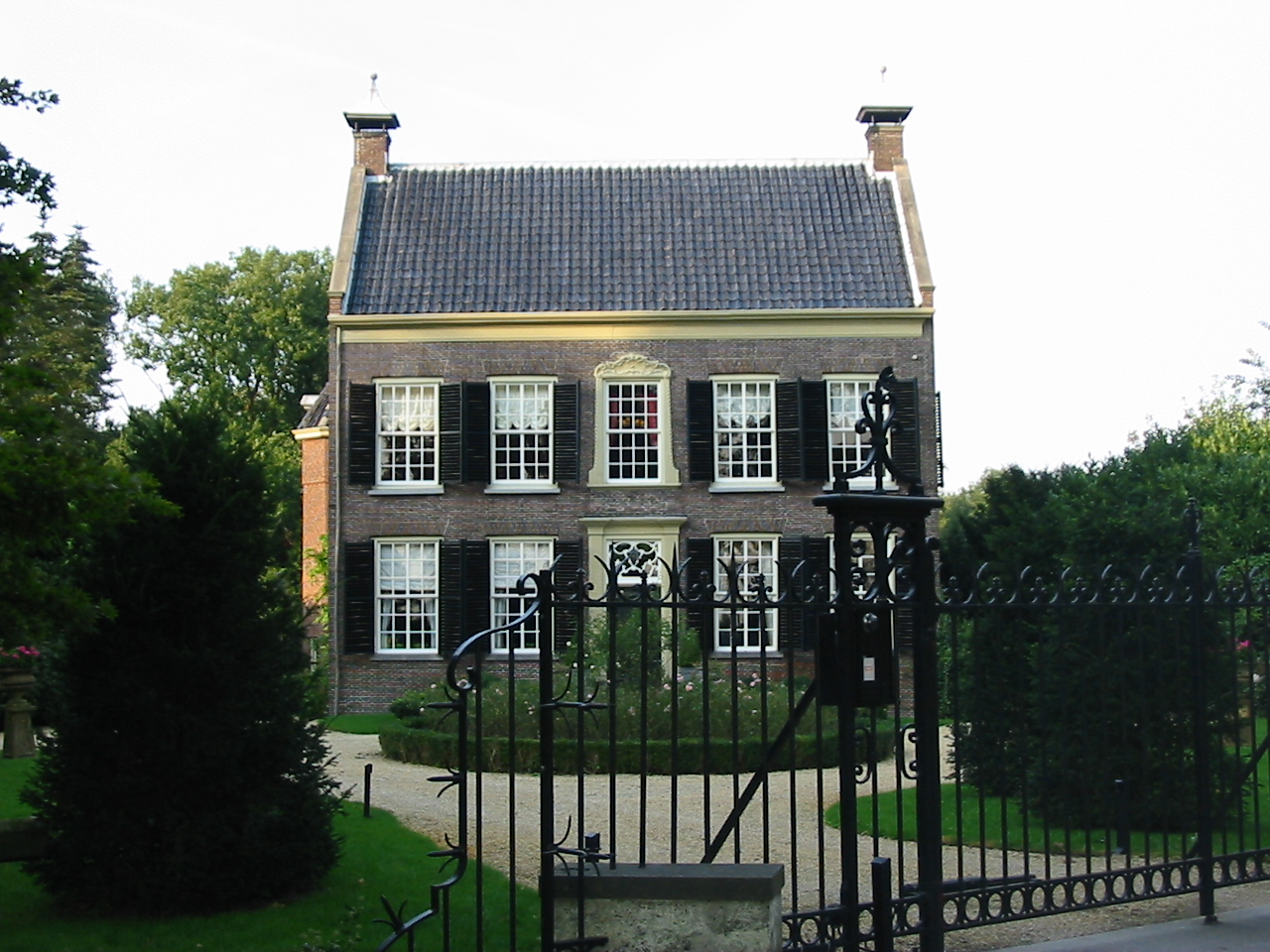
Rustenhoven
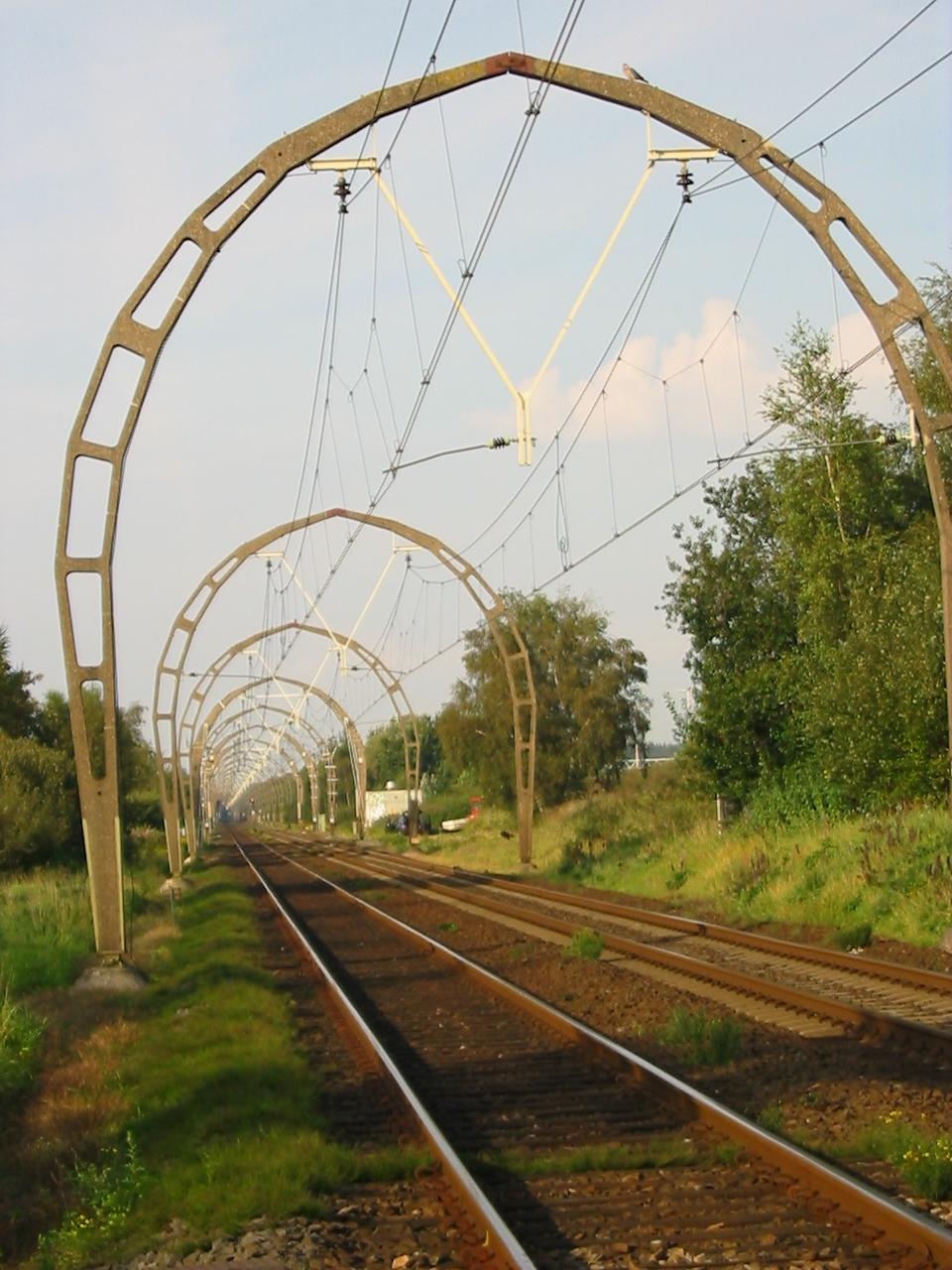
Spoorlijn (Oosterspoorweg) bij Maartensdijk met unieke spoorbogen
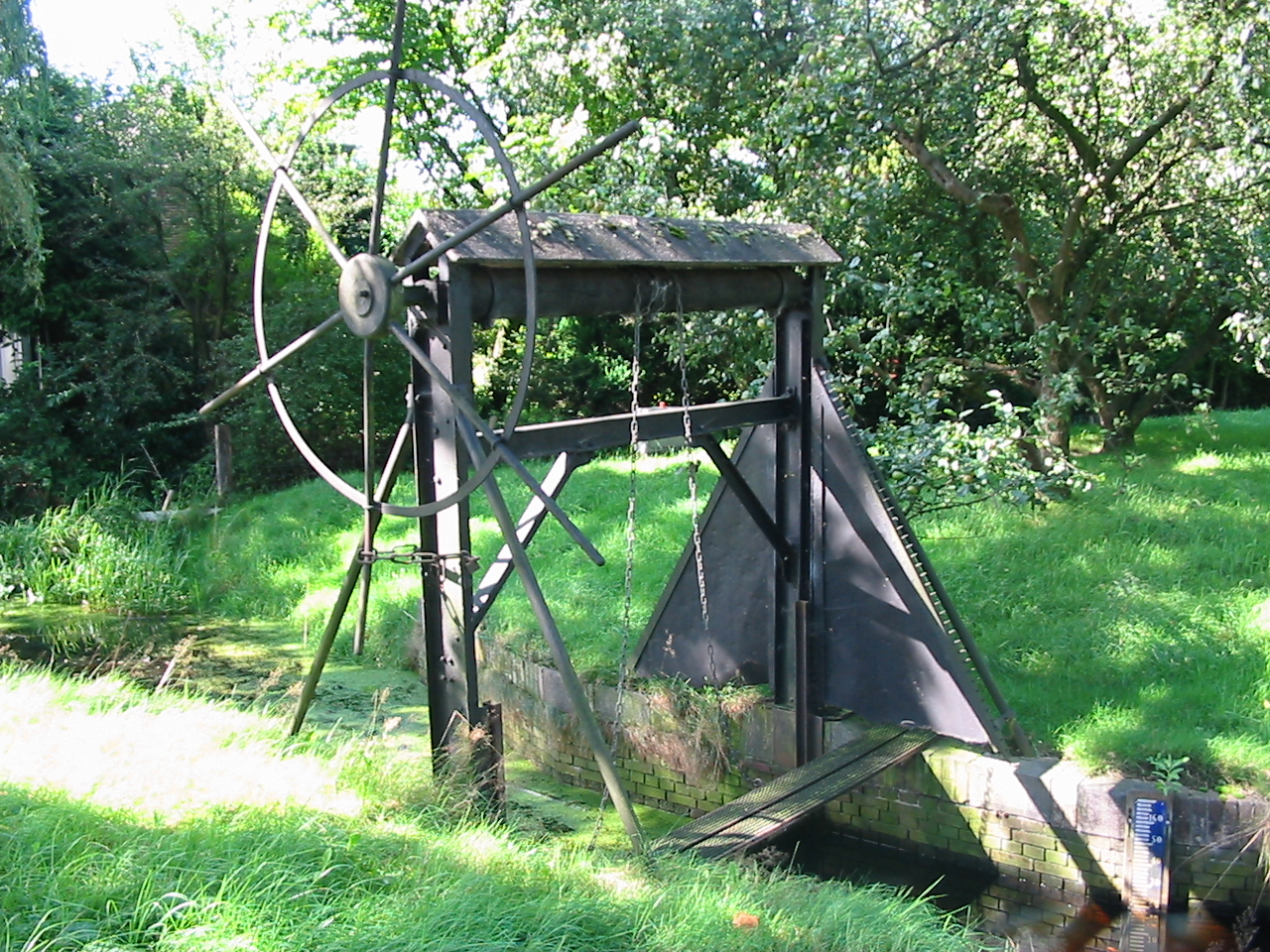
Oude schut met draaiwiel langs de Dorpsweg